# Alem Koljic
Alem Koljic (* 16. Februar 1999 in Dernbach) ist ein deutsch-bosnischer Fußballspieler. 

## Karriere
Nach seinen Anfängen in der Jugend vom TuS Montabaur, JSG Niederelbert, TuS Koblenz, Bayer 04 Leverkusen, FC Schalke 04 und MSV Duisburg wechselte er im Sommer 2017 in die Jugendabteilung des SC Fortuna Köln. Dort kam er auch zu seinem ersten Einsatz im Profibereich in der 3. Liga, als er am 28. April 2018, dem 36. Spieltag, beim 0:0-Heimunentschieden gegen Hansa Rostock in der Startformation stand. In der Winterpause der Regionalliga-Saison 2019/20 verließ Koljic die Fortuna, wo er zuletzt nicht mehr zu einem Spieleinsatz gekommen war, und wechselte zu Hessen Dreieich in die fünftklassige Hessenliga.
Zur Saison 2020/21 erfolgte sein Wechsel in die Regionalliga Südwest zur TuS Rot-Weiß Koblenz. Zur Saison 2021/22 wurde die Fußballabteilung in den eigenständigen Verein FC Rot-Weiß Koblenz ausgegliedert.